# Тодор Петров (северномакедонски политик)
Вижте пояснителната страница за други личности с името Тодор Петров.
Тодор Петров (на македонска литературна норма: Тодор Петров) е икономист, политик, общественик, краен македонист от Северна Македония.

## Биография
Тодор Петров е роден на 16 март 1960 година в град Гевгели, тогава в Югославия. Дипломира се в Икономическия факултет на Скопския университет. Бивш ръководител на съюза на производителите в Гевгели и директор на списание „Македонско сонце“. Между 1990 и 1994 година е народен представител в парламента на Република Македония от ВМРО-ДПМНЕ. От 1990 година до днес е председател на Световния македонски конгрес, а от 2006 година е председател на Македонската международна партия. Живее и работи в Скопие. Международни автори допускат, че е обвързан или е бил обвързан с тайните служби в Република Македония, а преди това с тези в Югославия.
На 8 август в отговор на изявлението на българския евродепутат Андрей Ковачев, че в България няма македонско малцинство, Петров публикува в скопския вестник „Вечер“ текст, в който заявява:
| „ | В България има всичко, но не и българи. В България няма македонско малцинство, защото македонците са мнозинство. В България само циганите и турците не са македонци! Не е въпросът дали македонците в Македония са българи, а има ли българи в България без македонски корени... И затова всичко е еднакво. От всички страни на границите, тъй като в основата на Балканите е Македония. Не живеем на Балканския, а на Македонския полуостров. Тази истина пуска корени и ще поникне. | “ |